# Quand l'auto-virus met cap au nord
Quand l'auto-virus met cap au nord (titre original : The Road Virus Heads North) est une nouvelle de Stephen King parue en 2002 dans le recueil Tout est fatal mais ayant été publiée pour la première fois en 1999 dans l'anthologie 999 (999: New Stories of Horror and Suspense).

## Résumé
Richard Kinnell, un écrivain d'horreur à succès, revient d'une conférence qu'il a donnée à Boston et rentre chez lui, à Derry. Sur la route, il s'arrête à un vide-greniers et tombe sous le charme d'un étrange tableau représentant un jeune homme à l'allure sinistre au volant de sa Pontiac Grand Am décapotable et dont le titre est Quand l'auto-virus met cap au nord. Judy Diment, la femme qui tient le vide-greniers, lui apprend que cette peinture est l'œuvre d'un jeune artiste qui a brûlé toutes ses autres toiles avant de se suicider. Kinnell achète le tableau et poursuit sa route. Il s'arrête plus tard chez sa tante Trudy qui a une réaction horrifiée en voyant la peinture et le presse de s'en débarrasser. Kinnell remarque quant à lui que certains détails du tableau ont changé.
Il pense avoir imaginé ces modifications mais, lors d'un nouvel arrêt, il s'aperçoit que le tableau a encore changé et que la voiture roule désormais sur la route que lui-même emprunte pour rentrer à Derry. Il jette alors la toile dans un marécage. À son arrivée chez lui, Kinnell constate avec horreur que le tableau est accroché sur un mur. La Grand Am est désormais arrêtée au vide-greniers et Judy Diment a la tête tranchée. Les informations locales confirment à Kinnell que cette femme a été assassinée. Il brûle la toile dans sa cheminée mais entend plus tard un bruit de moteur et voit que la Grand Am est garée devant chez lui alors que le tableau est à nouveau accroché à un mur. Kinnell tente de fuir le jeune homme qui est entré chez lui mais il glisse et dégringole des escaliers. La dernière chose qu'il voit est le tableau, sur lequel le siège avant de la voiture est couvert de sang.

## Genèse
Dans la préface de la nouvelle, Stephen King écrit qu'il possède une peinture semblable à celle de son histoire, que sa femme lui a offerte et que ses trois enfants détestent. King a déjà abordé le thème de l'image qui se transforme dans la nouvelle Le Molosse surgi du soleil (1990), où c'est une photographie qui change, et le roman Rose Madder (1995), où un tableau ouvre sur un autre monde,. La nouvelle a été publiée en 1999 dans l'anthologie 999 (999: New Stories of Horror and Suspense), qui a remporté le prix Bram Stoker de la meilleure anthologie.

## Adaptations
Quand l'auto-virus met cap au nord a été adapté à la télévision en 2006 sous la forme d'un des épisodes de la série télévisée Rêves et Cauchemars. Tom Berenger y tient le rôle de Richard Kinnell.